# Reigi õpetaja
Reigi õpetaja (‘De dominee van Reigi’) is een opera in zes scènes van de Estische componist Eduard Tubin. Het libretto is van de hand van Jaan Kross en is gebaseerd op de novelle Reigin pappi van de Finse schrijfster Aino Kallas (1878-1956) uit 1926. Aino Kallas, die getrouwd was met de Estische folklorekenner en diplomaat Oskar Kallas (1868–1946), was sterk geïnteresseerd in de geschiedenis van Estland. Haar novelle is gebaseerd op een waargebeurd verhaal, net als de novelle Barbara von Tisenhusen, die ten grondslag ligt aan Tubins eerdere, gelijknamige opera.

## Ontstaan
Estland was tijdens de Tweede Wereldoorlog een slagveld geworden waar nazi-Duitsland en de Sovjet-Unie hun conflict uitvochten. Veel Esten ontvluchtten op het eind van de oorlog hun vaderland. Onder hen was ook Eduard Tubin, die naar Zweden uitweek.
Tot in de jaren zestig was er geen contact tussen de vele Esten in ballingschap en de Estische Socialistische Sovjetrepubliek. Pas in die jaren werden weer voorzichtig contacten gelegd en werd het ook weer mogelijk muziek van Tubin in Estland ten gehore te brengen. In de dirigent Neeme Järvi vond Tubin een onvermoeibaar pleitbezorger voor zijn muziek. Na Järvi’s emigratie naar het westen in 1980 zou hij alle symfonieën van Tubin op de plaat zetten.
In de jaren zestig bracht Tubin ook een paar bezoeken aan Tallinn. Daar legde hij contact met Arne Mikk, de directeur van de Nationale Opera Estonia, die hem vroeg een opera te schrijven. Dat werd Barbara von Tisenhusen.
In december 1969 werd Barbara von Tisenhusen voor het eerst opgevoerd. Het was een groot succes. Vandaar dat Mikk Tubin vroeg of hij nog een tweede opera wilde schrijven. Hij suggereerde zelf het onderwerp. De componist Evald Aav was al eerder samen met de schrijfster Aino Kallas aan een opera over de dominee van Reigi bezig geweest, maar dankzij zijn dood in 1939 is deze nooit voltooid. Tubin kreeg in 1970 van Mikk het libretto voor die opera en suggereerde dat Jaan Kross het zou kunnen afmaken.
Op 21 juni 1970 ontving Tubin het herziene en uitgebreide libretto en in 1971 was de partituur klaar.
Nu ontstonden er echter problemen met de Sovjetcensuur. In Barbara von Tisenhusen komt een sympathieke dominee voor, maar de censuur had niet zoveel moeite met die opera, omdat die het feodale Estland bekritiseert. In Reigi õpetaja is een dominee de hoofdpersoon en is het thema een familiedrama.  Het duurde tot 10 juni 1979 voor de opera eindelijk mocht worden uitgevoerd in het Vanemuine-theater in Tartu onder de dirigent Erich Kõlar. Op 5 juni 1988 werd de opera voor het eerst gespeeld in de Nationale Opera Estonia, waarvoor hij eigenlijk geschreven was. De dirigent was Paul Mägi. Tubin was inmiddels al overleden. In april 2014 en in het najaar van 2021 werd de opera opnieuw uitgevoerd in het Vanemuine-theater in Tartu.

## De handeling
In 1642 verwacht Paavali Lempelius, de dominee van het vissersdorpje Reigi op het eiland Hiiumaa, dat deel uitmaakt van Zweeds Estland, een nieuwe diaken uit Stockholm. Hij praat over hem met zijn vrouw Catharina, die zich afvraagt waarom een diaken uit Stockholm wordt verbannen naar een desolaat oord als Reigi.
De nieuwe diaken Jonas Kempe meldt zich. Lempelius en hij eten samen en drinken wijn. Lempelius drinkt meer dan goed voor hem is. Terwijl hij zijn roes uitslaapt, raken Jonas en Catharina verliefd op elkaar.
Op een zomernacht bekent Catharina haar liefde voor Jonas aan haar meid Viiu. Jonas komt op en Catharina en hij citeren passages uit het Hooglied. Lempelius komt erbij staan, en hoewel hij in eerste instantie niets achter de citaten uit het Hooglied zoekt, wordt later toch zijn wantrouwen gewekt.
Het personeel van de dominee verdenkt Catharina en Jonas van een relatie. Op een winterdag besluiten ze de proef op de som te nemen. De boerenknecht Henn begint tegenover Catharina over de doodstraf die op overspel staat. Catharina valt flauw.
Lempelius en Kempe keren terug van een slederit. Nadat ze weken niet met elkaar hebben gepraat, vraagt Lempelius ineens waarom Kempe uit Stockholm verbannen is. Het antwoord: de vrouw van zijn superieur was verliefd op hem geworden. Nu beschuldigt Lempelius Kempe van een relatie met zijn vrouw. Kempe zegt dat Catharina en hij van elkaar houden. Lempelius slaat hem neer, maar heeft er direct spijt van. Samen met de aansnellende Catharina wrijft hij Kempe in met sneeuw om hem weer bij te brengen. Als Lempelius weg is, beginnen Catharina en Jonas plannen te maken om samen te vluchten.
De vlucht mislukt en twee maanden later staan Jonas en Catharina terecht voor het Koninklijk Gerechtshof in Tallinn. In een tumultueuze zitting, waarbij de rechters meermalen om stilte moeten verzoeken, probeert Lempelius aannemelijk te maken dat Jonas Kempe zwarte magie heeft toegepast om Catharina in zijn macht te krijgen. Jonas en Catharina bekennen het overspel, maar ontkennen dat er zwarte magie in het spel is. Catharina verklaart dat ze niet terug wil naar haar man. Ze sterft liever samen met haar minnaar.
De rechters geloven niet in de beschuldiging van zwarte magie. Als er geen geestelijken bij de zaak betrokken waren, kon de zaak worden afgedaan met een verbanning, maar nu dat wel het geval is, is er maar één adequate straf: de doodstraf. Lempelius probeert Catharina te bereiken om haar te vragen waarom ze hem in de steek heeft gelaten, maar hij wordt door de gerechtsdienaren tegengehouden.
Op de dag van de executie worden Jonas en Catharina drie maal geblinddoekt rond het Raadhuisplein van Tallinn gevoerd door de beul met getrokken zwaard, onder grote belangstelling van het publiek. Marskramers verkopen etenswaar, een balladezanger zingt een lied dat hij speciaal voor deze gelegenheid heeft gemaakt en verkoopt de tekst daarvan. Lempelius probeert nog eenmaal Catharina te bereiken om haar te vragen waarom ze hem in de steek heeft gelaten. Het lukt niet. De terdoodveroordeelden worden afgevoerd naar het schavot, gevolgd door het publiek, en Lempelius blijft eenzaam op het plein achter onder het oorverdovende luiden van de klokken.

## Platenopname
Er bestaat een platenopname van de opera  uit 1991, uitgevoerd door het gezelschap van de Nationale Opera Estonia met Paul Mägi als dirigent. Op dezelfde dubbel-cd staat het Reekviem langenud sõduritele (‘Requiem voor gevallen soldaten’) uit 1979, uitgevoerd door het Estisch Mannenkoor met Eri Klas als dirigent.